# S-VHS
S-VHS（エス・VHS/スーパー・VHS）とは、家庭用ビデオ方式のVHSをより高画質にするために開発された規格である（正式名称は「Super VHS」）。

## 概要
1987年（昭和62年）に日本ビクター（現・JVCケンウッド）が発表し、同年4月にはその第1号機として「HR-S7000」が発売された。
従来のVHS（ノーマルVHS）では、画質の指標となる水平解像度が240TV本であり、VHS第1号機が発表された1976年（昭和51年）当時の、一般的な家庭用テレビの水平解像度は200TV本程度である（放送規格としては約320本で送り出されている）。また、放送局で使われていた機材もさほど性能が良くなかった。この事からVHSは当時としては十分なビデオ規格であったと言える。
しかし1980年代半ば、NHK-BSなどの衛星放送がスタートし、高画質の放送が行なわれるようになった。また、従来通りの地上波においても、この頃になるとベータカムなどの高性能な映像機器が、多くの番組制作で活用されるようになり、VHSの解像度を超える高画質録画に対応した規格が要求されるようになった。そこで開発されたS-VHSは、輝度信号のFM信号帯域がVHSの4.4MHzから7.0MHz（白ピーク）と広帯域化され、標準、3倍モード共に水平解像度400TV本以上を達成し、民生機では初めて映像信号の鮮明な記録を実現させた。なお、色信号に関しては帯域はVHSと変わらないが、これは従来VHSと大幅に規格を変えないためのやむを得ない処置であった。ただこの規格内において、視覚的により美しい色に見えるように、新製品が発表されるたびに信号処理などが改善が行われた。また輝度信号以外の規格を変更しなかった事で、後にS-VHSのVHS並みの画質での簡易再生「SQPB（S-VHS Quasi Play Back）」機能により対応できた。
S-VHSで録画した水平解像度については、録画した放送の水平解像度内で再生される。当時の地上アナログ放送では水平解像度330本、BSアナログ放送でも350本程度であったが、VHS記録するよりも非常に高画質で記録することが出来る事から、映像の劣化を嫌うマニア層には愛好される事となった。尚、S-VHS規格が真価を発揮するのは、カムコーダーでの録画や、CGを使ったアニメーションビデオの制作等。またデジタルチューナを使った地上デジタル放送やBSデジタル放送からの録画でもSD標準画質へのダウンコンバートとはいえ高画質を発揮できる。
S-VHSより若干遅れて、Beta方式でも高画質規格「ED-Beta」が登場した。輝度信号の帯域拡大はS-VHSよりも著しく、最大9.3MHz（白ピーク）に達し、水平解像度500本を確保。またメタルテープを採用し高画質をアピールした。しかしながら下位互換機であるVHSの普及率の高かった事によりED-BetaはS-VHSほど普及しなかった。S-VHS/ED-Beta共に1987年の段階でのテープ価格は、二時間記録のST-120が3,000円。EL-500が3,500円と比較的高価格であったが、S-VHSテープはS-VHSの本格普及により10本パック製品なども供給され、結果として1/10程度まで価格が低下したものの、ED-Betaテープの価格はS-VHSテープと比較すれば価格下落も緩やかで家電量販店等でも比較的高価であった。S-VHSやED-Betaの規格は地上アナログテレビジョン放送を録画するには過剰な性能であったが、高画質・高音質な衛星放送録画には適しているものであった。またED-Betaも色信号の帯域拡大を行っていない点ではS-VHSと同等であり、新製品が数多く登場したS-VHSではハイエンドモデルからデジタルTBCやデジタル3次元Y/C分離回路など最新技術の投入により高画質対策がなされて行ったのに対しED-Betaでは1990年代初頭以降これと言った対策が行われず、家電メーカー各社より多様な新製品投入で画質を向上させたS-VHSの方がED-Betaより画質でも上回っているという評価を下すビデオ雑誌・評論家もあった。
登場間もない頃は、すべてのVHSビデオがS-VHS対応機に切り替わるという見方が多く、バブル経済による好景気もあって映像編集などを趣味とする消費者（AVマニア）を中心に販売が好調だった。しかし、S-VHS専用テープが必要である事や機器そのものが高額であった事、更に一般消費者の多くがVHSの画質でもさほど不満を持っていなかった事。下位互換性を確保しているにも拘らずS-VHSデッキではVHS録画・再生することが出来ない等とS-VHSに対し誤解する一般層が一部に存在していた事もあった。S-VHSビデオソフトのタイトル数が揃わなかった事に加えて、1991年（平成3年）のバブル崩壊による個人消費の落ち込みの影響もあって、企業や学校などの業務用途、前述のマニアなど一部のヘビーユーザーを除き、S-VHS対応機の販売は好調なものではなかった。一方でカムコーダーにおいては、画質において顕著な差が見られた事、当時カムコーダー自体の低価格化が進んでいた事から廉価な製品（過剰な機能を取り除いたり、マイクと記録方式をモノラルにするなど）が登場した事によって、VHS-CからS-VHS-Cへの移行が順調に進んだ。但し8ミリビデオ規格が1989年ソニーの「パスポートサイズ（CCD-TR55）」の発売で小型化が先行。S-VHS方式と同等の水平解像度400本を実現する高画質なHi8方式も開発され爆発的なヒットをした事から、日立製作所・シャープ・東芝などが次々と8ミリビデオへ切り替えを進め、VHS-C・S-VHS-Cは次第に劣勢に立たされていった。
一般消費者へのS-VHSの普及の兆しが再び訪れたのは、1998年（平成10年）の「S-VHS ET（Expansion Technology）」規格の登場以降である。この規格誕生の背景には、長年に渡るテープの研究開発の結果、スタンダードのVHSテープの性能が向上し、HG（ハイグレード）タイプに至っては、登場初期のS-VHSテープと比べても性能的にほとんど差が無くなっていた（メーカー保証は無いが、HGタイプのVHSテープでD-VHSのハイビジョン記録が可能な場合もある）点が挙げられる。さらにこの頃は地上アナログVHS機と地上アナログS-VHS機の価格差も1万円ほどであり購入しやすくなっていった。
2000年代前半頃から、ランダムアクセス・高画質記録を実現したDVDレコーダーの普及や、24時間以上の録画が1枚のメディア（電子媒体）で可能（SDTVの場合）なBDレコーダーの登場などの理由により、日本ビクター以外のメーカー各社はすでにデッキの生産を終了しており、最後まで生産していた日本ビクターも2008年（平成20年）1月15日をもって民生用S-VHS対応機器をすべて生産終了し、21年の歴史に幕を下ろした（最終機種は2003年6月発売の「HR-VT700」・「HR-ST700」・「HR-V700」・「HR-S700」の4機種）。業務用の「SR-MV50」についても、生産終了している。
なお、S-VHS機器の生産は終了したが、SQPB機能を備えたVHSビデオデッキは、BDレコーダーないしはDVDレコーダーとの一体型という形で生産が続いた。2012年2月10日にはパナソニックが「VHSデッキの日本国内向け生産を2011年限りで完全終了した」旨を公式発表したが、2012年5月1日、DXアンテナがVHS一体型DVDレコーダーの新製品を発表・発売した。2016年6月時点では、これが日本国内でS-VHS（簡易）再生機能を有する唯一の生産継続機器であったが、需要低迷、および製品を製造するのに必要な各種部品の調達が困難になったことを理由に2016年7月末に生産終了となった。

## 対応製品

### ビデオデッキ
規格立ち上げ当初に出た製品は高画質を実現するために高価な部品が必要であり、必然的にデッキは高価格、巨大で重いものとなった。
S-VHS記録がされたテープは元々はノーマルVHSデッキでは再生出来なかったのだが、後にノーマルVHSデッキにSQPB（S-VHS Quasi Playback=S-VHS簡易再生機能）が搭載され、VHS方式よりやや高い水平解像度280TV本程度の画質ながら再生が可能になった。1990年（平成2年）以降に日本国内で販売されているノーマルVHSデッキなら、一部を除き、殆どの製品にSQPBが搭載されている。そのSQPBの仕組みだが、ノーマルVHSデッキにS-VHS用のヘッドを搭載させ、まずテープに記録されている映像信号を読み取る。そして、内部の回路でVHS方式とS-VHS方式の記録特性の違いを合わせるというものである。
1990年代後半になると、デジタルTBCやデジタル3次元Y/C分離処理など高画質化のためのICチップによるデジタル化が進み、画質を向上させつつ価格も下がり、本体も軽量化し、衛星放送の多チャンネル化と相まって普及を後押しした。また、ICチップによるデジタル化に伴い、高度な演算処理による色滲みの低減や輪郭補正による細部の再現性の向上などが可能になり、著しく記録状態の悪いテープの場合を除き、ノーマルVHSデッキで記録されたテープであってもS-VHS記録に迫る解像感で再生できるようになった。
S-VHSデッキの長年の利用者はS-VHSで録画したテープを所有しているため、デッキ故障時の買い換え需要は少なからず存在すると見られ、そうした消費者が前述の業務用製品や、中古品を買い求める場合がある。また、地上デジタルテレビジョン放送などのデジタル放送を録画する際に、DVDレコーダーなどのデジタル機器で録画した場合はコピーワンス信号の影響が避けられないが、S-VHSならそうした影響は基本的には受けない利点はある。
S-VHSデッキにはオーディオ規格のHi-Fi音声が、殆どの機種（業務用とビデオカメラの一部を除く）に搭載されており、鮮明なステレオ音声が楽しめる。なお、この技術については1983年（昭和58年）に開発されたため、既に特許が消滅しており、VHSデッキを生産する海外のメーカーにも広く採用されている。また、S-VHS規格についても発表から既に20年が経過しているので、基本特許は消滅している。

### カムコーダ
1987年（昭和62年）にはカムコーダ向けにS-VHS-C規格が開発され、同規格を採用した第1号機として日本ビクターから「GR-S55」が発売された。アナログテレビ放送の全盛の時代には、放送局でS-VHSを利用するニーズの為に、業務用のカメラやデッキなどが開発されている。
S-VHS-Cは当時、高画質を求めるアマチュアビデオカメラマンなどから広く支持されデッキと共に普及した。後に廉価な製品が登場した事と、カムコーダにおいては高画質規格のメリットが十分に発揮できるため、VHS-Cからの移行が進んだ。しかしながらHi8規格のシェアには遠く及ばなかった。その後、DVや、DVDなどのメディア、ハードディスクや半導体メモリ（SDメモリーカード）などデジタル方式で撮影する規格が登場し、現在ではVHS-Cや8ミリビデオ共に家庭用カムコーダとしての主役の座を譲り渡している。

### ビデオテープ
S-VHS規格の記録には通常のVHSテープより高品質な専用のS-VHSテープを使用する。S-VHS ET規格のデッキであれば、通常のVHSテープにも録画可能であるが、この場合はハイグレード以上のテープを使用することが推奨されている。
S-VHSテープには下位互換性があり、S-VHS方式非対応のデッキであっても通常のVHS方式での記録が可能であり画質・保存性にも有利でありHi8方式非対応の8mmデッキでHi8テープを使うのとは対照的であった。当初は高価だったS-VHSテープも後に価格が1/10程度へ低下した。VHSテープ自体の性能も向上し、カセットハーフに識別孔を空ければS-VHS保存・再生が可能となる。
2012年（平成24年）現在の時点において、太陽誘電の傘下であるビクターアドバンストメディア（Victor・JVCブランド）が標準録画時間120分のテープ(二本入り)のみ生産を続けていたが2013年（平成25年）頃に販売終了となった。

## その他

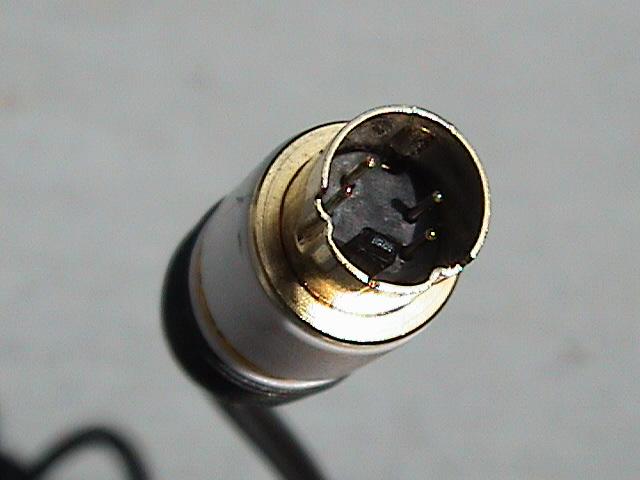
S-VHSなどの高画質映像機器には欠かせないS映像ケーブル。

S-VHS規格では、映像入出力端子として「S端子」が採用された。現在ではポピュラーな端子ではあるが、このS端子はS-VHS規格の誕生で初めて実用化されたものである。
S端子で接続した場合、テレビや他のデッキと接続した際の信号劣化の少ない鮮明な映像が楽しめる（詳しくは「S端子」の項目を参照されたい）。この形状の端子はS-VHS規格の登場以降、S-VHS以外にもED-BetaやHi8の機種をはじめ各種映像機器に搭載され始めた。また家庭用テレビゲーム機では、任天堂が1990年（平成2年）に発売した「スーパーファミコン」で初めて採用された。数年前までは、高画質で映像を伝送できる端子として、各メーカーがあらゆる映像機器にS端子を実装していたが、2021年現在ではS端子を搭載した機器は新しく開発されなくなっている。
過去には、シャープからコンポーネント映像入出力端子を搭載した製品も発売されていた（BSアナログチューナーを搭載した「VC-ES20B」と地上アナログチューナーのみの「VC-ES2」の2機種）。他にも、シャープからはD1映像出力端子を搭載した製品も発売されていた（地上アナログチューナーのみの「VC-VS1」の1機種のみ）。
なお薄型テレビの場合、発売当初はこれまでのブラウン管TV同様にS2/S1映像入出力端子が標準装備されていたが、2005年（平成17年）に（ケーブル1本のみで高画質・高音質のAV信号を伝送可能な）HDMI、翌2006年（平成18年）に（ビエラリンク等の）HDMI連動機能が各々登場。接続・操作が大幅に簡略化された事から番組録画はHDMI連動主体に移行し、S端子の地位は徐々に低下していった。
2000年代後半になるとモニター出力のS2/S1映像端子を廃止する機種が出始め、2010年代になるとモニター出力端子及びS2/S1映像入力端子自体を全廃する機種も登場した。このため2011年（平成23年）以降製造のデジタルTVと従来型S-VHS・D-VHS・W-VHS各ビデオデッキとの組み合わせでは（映像入出力はコンポジットタイプを用いる為。なお、コンポーネント・D端子・HDMI端子を装備している機種も存在する）画質が汎用型VHSデッキと変わらなくなり、さらにアナログチューナーのみ搭載の従来型録画機によるデジタル放送録画は出来なくなっている。更に極端に安価な薄型テレビではAVケーブル（コンポジット）入力も全廃させHDMIのみになりもはやVHS機の直接接続は不可能にもなりつつある。平成20年代以降の現在は、日本国内全メーカーがS-VHSデッキ生産を終了。
S-VHSのロゴマークは当初、Sの字の真ん中の棒が細い三本の線だったが、途中で塗りつぶしに変わった。

## S-VHS ETの注意点
S-VHS ETで録画する際はハイグレード（HG）タイプのテープを使用し、再生（特にEP）は録画したデッキで行うことが原則である。スタンダードタイプのテープを使用した場合、再生画面にノイズが発生する（“反転ノイズ”と呼ばれる。保磁力の低いテープ使用時に発生しやすい）。
S-VHS ETが策定される以前のS-VHSデッキ及び、SQPB対応のVHSデッキでは一部再生できない機種があるので注意が必要。
一部機種に搭載されている5倍モードではS-VHS ET録画ができない。

### 再生できない機種
いずれもメーカー公表分。
日本ビクター（現・JVCケンウッド）
HR-20000・S6600・S3500・SC1000
パナソニック（旧・松下電器産業）
NV-FS1・BS1
日立
VT-Z50・Z70・S610・BS2

## ビクターのS-VHS機種
- 1987年 HR-S7000
- 1988年 HR-S10000
- 1990年 HR-S9800
- 1992年 HR-X1
- 1992年 HR-Z1 （同社唯一のS-VHS DA〈Digital Audio〉対応機種）
- 1993年 HR-X3 HR-V3
- 1993年 HR-20000 デジタルTBC搭載 高画質回路[4]
- 1994年 HR-X3SPIRIT
- 1995年 HR-X5 HR-VX1
- 1996年 HR-X7 （Xシリーズ最終。2001年頃まで生産）
- 1997年 HR-VX8 HR-VXG1
- 1998年 HR-DVS1
- 1998年 HR-VXG100 HR-VX100
- 1998年 HR-V100 HR-S100
- 1999年 HR-V200 HR-S200
- 1999年 HR-VXG200 HR-VX200
- 2000年7月 HR-VXG300 HR-VTG300 HR-STG300 タイムスキャン、プロフェッショナル・スロー機能
- 2001年5月 HR-VT500 HR-V500 HR-ST500 HR-S500 HR-S550
- 2001年8月 HR-VFG1 インサート/アフレコ機能搭載
- 2002年2月 HR-VT600・HR-ST600 TBC搭載
- 2002年4月 HR-V600・HR-S600
- 2002年 HR-DS1 DVDプレーヤー内蔵
- 2003年 HR-S7
- 2003年6月 HR-VT700・HR-ST700・HR-V700・HR-S700 （最終機種、約5年生産）